# Franz Theodor Doflein
Franz John Theodor Doflein, född 5 april 1873 i Paris, död 24 augusti 1924, var en tysk zoolog.
Doflein blev professor 1907 och 1910 2:e direktör för zoologiska statssamlingen i München, 1912 professor i Freiburg, 1918 i Breslau. Han blev 1906 ledamot av Leopoldina. Doflein utgav talrika arbeten över bland annat urdjurs, termiters, myrors och havsdjurens, särskilt djuphavsfaunans, biologi samt djurgeografi. 
Bland dessa kan nämnas Die Protozoen als Parasiten und Krankheitserreger (1901), Probleme der Protistenkunde (2 band, 1909–1911) och tillsammans med Richard Hesse Tierbau und Tierleben, in ihrem Zusammenhang betrachtet (2 band, 1910–1914). Doflein utgav även tillsammans med Karl Tobias Fischer Naturwissenschaft und Technik in Lehre und Forschung (1908 ff.).